# Statite
Un statite (un mot-valise de statique et de satellite) est un type encore hypothétique de satellite artificiel qui utiliserait une voile solaire pour modifier continuellement son orbite. Typiquement, un statite utiliserait la force de la voile solaire pour "stationner" à une position qui ne serait pas autrement stable du fait de la mécanique orbitale seule. Contrairement à un satellite classique qui exploiterait l'éventuelle orbite géosynchrone d'une planète donnée, un statite peut théoriquement se positionner au dessus de n'importe quel point d'une planète. Le statite parvient à rester au dessus d'un point donné en utilisant la pression de radiation de la lumière pour compenser son poids. Selon les conditions, l'appareil peut stationner au-dessus d'une latitude quelconque, y compris les pôles d'un astre donné.

## Historique
Le concept de statite a été inventé indépendamment (et approximativement simultanément) par Robert L. Forward (à l'origine du terme "statite") et Colin McInnes qui a utilisé le terme "orbite halo"  (à ne pas confondre avec l'orbite de halo découverte par Robert Farquhar).
Aucun statite n'a été déployé à ce jour, car la technologie de la voile solaire n'en est qu'à ses débuts. La mission de voile solaire Sunjammer de la NASA avait pour objectif de voler vers un point artificiel de Lagrange près du point Terre / Soleil L1. Cette mission a cependant été annulée. Elle devait démontrer la faisabilité du concept de mission d'alerte de tempête géomagnétique Geostorm. Concept proposé par Patricia Mulligan de la NOAA.

## Applications

### Stellaire
Dans le cas d'un statite rattaché à une étoile, la force issue de la voile solaire doit être comparable à la force de gravité. Le flux solaire (et donc la force de poussée) et la force de gravité ont une décroissance proportionnelle à l'inverse du carré de la distance entre l'étoile et le statite. Ainsi, un statite donné a toujours le même ratio entre son poids et sa poussée. Cela n'est pas le cas en orbite autour d'une planète car la gravité émanant de la planète est décorrélée de la poussée obtenue par le flux de l'étoile parente. Dans un cas stellaire, le ratio de légèreté défini par le rapport de la poussée sur le poids est constant quelle que soit la distance entre l'étoile et le statite.
Les applications spécifiques aux étoiles (le soleil étant un cas particulier) peuvent être associées à l'astro-ingénierie.
Certaines sphères de Dyson s'appuient sur le principe de statite.
Les moteurs stellaires et les processus de levée stellaire impliquent l'utilisation de statites. Dans ces cas là, une fraction de la lumière ou du vent solaire est retournée vers l'étoile et a un effet significatif sur cette dernière.